# Bande dessinée indienne

Illustration de Pratap Mullick tirée d'une affiche de Raj Comics

La bande dessinée indienne est assez récente et encore peu diversifiée. Depuis la fin des années 1960, elle s'est développée avec des adaptations du Ramayana et du Mahābhārata, des bandes dessinées didactiques pour les enfants, des comic strip et des caricatures de presse, et enfin des adaptations des super-héros américains. Malgré des tirages de 100 millions d'exemplaires annuels, la bande dessinée  en Inde est encore très largement dominée par les comics américains et les productions locales restent marginales.
Le premier auteur indien de bandes dessinées est Pran Kumar Sharma. Au début des années 1960, dans le journal Milap de Delhi il publie le premier strip indien : Daabu. Mais cette première expérience devait rester unique dans l'Inde des années 1960, les journaux indiens publiant exclusivement des strips américains et européens dans leurs pages. Il crée, cependant de nombreux strips au cours des années 1970, dont le populaire Chacha Chaudhary (Oncle Chaudhary). certains de ces strips sont publiés en album.
En 1967, le dessinateur Anant Pai et la maison d'édition India Book House, lancent une collection de bandes dessinées Amar Chitra Katha dont l'objectif est de transmettre aux enfants l'histoire universelle et les grands textes mythologiques et religieux indiens. L'histoire de Krishna ouvre la collection, rapidement rejoint par des adaptations du Ramayana et du Mahabharata. La collection compte 426 volumes. Ce succès inspire d'autres maisons d'édition qui lancent elles aussi leur collections sur les mêmes thèmes : Dreamland Publications et  Diamond Comics à New Delhi, ou la Jaico Publishing House à Bombay. Certaines maisons d'édition se spécialisent dans les bandes dessinées pour la diaspora indienne, comme la collection Chakra, du Cultural Institute for the Vedic Arts, dont le siège est à New York. Cette dernière collection, vendue essentiellement en Afrique du Sud, au Kenya et en Amérique du Nord, se démarque de ses concurrents en adoptant un style très dynamique, proche des mangas.
Anant Pai et India Book House lancent au début des années 1980, le premier magazine indien de bandes dessinées pour enfants, Tinkle. Ce magazine est, dès le départ, un grand succès. Par rapport à la collection Amar Chitra Katha, Tinkle qui se veut résolument éducatif, élargit les thèmes développés par Amar Chitra Katha, à la science, aux cultures contemporaines, bref à tous les thèmes éducatifs. Le magazine héberge de nombreux héros récurrents comme l’amusant Suppandi, Mooshik l’adorable souris, Kalia la corneille et le méchant ministre Tantri.
Dans les années 1990, les journaux commencent à publier de nombreux strips et caricatures d'origine indienne. La démocratie indienne permet aux journaux et aux dessinateurs de traiter l'actualité avec une grande liberté. Parmi les caricaturistes les plus célèbres on peut citer Joseph Arul Raj, Ashok Dongre ou Neelabh Banerjee. L'un des personnages caricatural préféré des Indiens est une satire de George W. Bush, Dubyaman's Duniya dessiné par Neelabh Banerjee et scénarisé par Jug Suraiya. George W. Bush est représenté en Superman avec la cervelle de Rambo. 
Le succès des super-héros américains et de Marvel Comics en Inde a inspiré à Marvel et à Gotham Entertainment Group qui est le principal éditeur de comics en Asie du sud et propriétaire des licences Marvel en Inde, la création août 2004 de Spiderman India par Jeevan Kang. Les aventures de Spiderman sont transposés en Inde à Bombay. Spiderman combat contre des démons de la mythologie indienne.

## Principaux auteurs
- Anant Pai (né en 1937)
- Pran Kumar Sharma (né en 1938)
- Joseph Arul Raj
- Neelabh Banerjee
- Ashok Dongre
- Jeevan Kang

## Documentation
- Jihé, « Inde », dans Jacky Goupil (dir.), Bande dessinée 1981-1982, Hounoux : SEDLI, 1982, p. 82.
- (en) Suhaan Mehta, « Wondrous Capers. The Graphic Novel in India », dans Frederick Luis Aldama (dir.), Multicultural Comics. From Zap to Blue Beetle, Austin : University of Texas Press, coll. « Cognitive Approaches to Literature and Culture », 2010.  (ISBN 9780292722811)
- Rédaction de La Tribune, « Inde et bande dessinée », La Tribune,‎ 3 octobre 2007 (lire en ligne)